# Oecobius marathaus
Oecobius marathaus är en spindelart som beskrevs av Benoy Krishna Tikader 1962. Oecobius marathaus ingår i släktet Oecobius och familjen Oecobiidae. Inga underarter finns listade i Catalogue of Life.